# Химволокно (Тверь)
ОАО НПК «Химволокно» — предприятие химической промышленности в Твери. В советское время называлось Калининский комбинат «Химволокно», было награждено орденом Ленина.
Одним из видов деятельности предприятия является производство арамидных нитей. 
Предприятие расположено в Московском районе Твери. Главный офис расположен на площади Гагарина, заводские корпуса — в Московском районе, недалеко от Восточного моста.
Предприятие владеет подъездными железнодорожными путями необщего пользования, соединяющее заводские корпуса с железнодорожной линией Москва — Санкт-Петербург Октябрьской железной дороги. В 2006 году привлекалось к ответственности за установление завышенной платы за субаренду подъездных железнодорожных путей. 
В 2008 году предприятие запомнилось двумя событиями: пожаром на площади 600 кв. м. в апреле и массовым увольнением 65 сотрудников с их последующим принудительным восстановлением на работе по суду.